# Háros vasútállomás
A Háros vasútállomás (2010-ig Budafok-Háros vasútállomás) egy budapesti vasútállomás, melyet a MÁV üzemeltet.

## Története

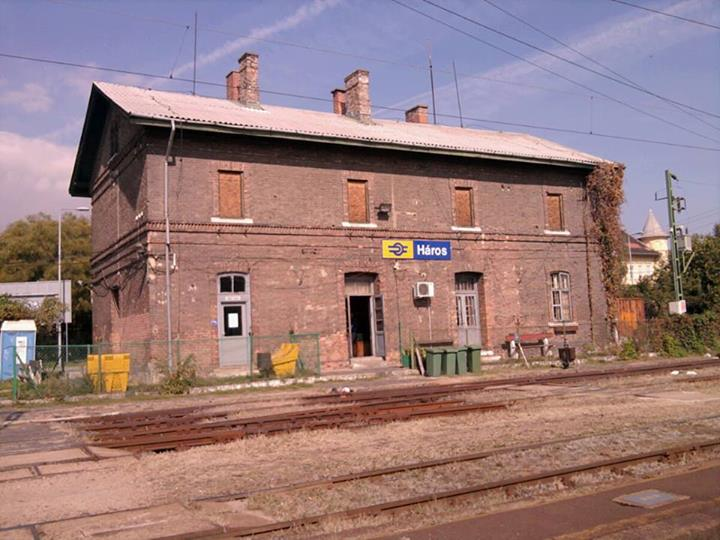
Az utasokat ma már nem fogadó egykori állomásépület

Az állomás a Budapest–Pusztaszabolcs-vasútvonal mentén épült. Az állomás mellett elhalad a Budapest–Murakeresztúr-vasútvonal is, de oda nem építettek peronokat, a két vasútvonal pedig Budapest felé haladva Háros után ér csak teljesen egymás mellé.
2010-ben az akkori „József Attila utca” nevű buszmegálló és a vasútvonal közti területen 62 autó és 20 kerékpár számára P + R parkolót létesítettek, ám az a környék általános rossz állapota miatt sokáig kihasználatlanul állt.
A vasútállomást és környezetét 2018–2021-ben teljesen átépítették és felújították, illetve peronjait „eltolták” a városhatár felé. A sínek és a Nagytétényi út között álló számtalan raktárépületet 2018-ban teljesen elbontották. Az új peronok és az új aluljáró rendszer már a buszmegálló és vele együtt a P+R parkoló mellé került. Ezzel párhuzamban a buszmegállót átnevezték Háros vasútállomásra.
A Vágóhíd utca felőli végén lévő, addig egy sávos autós aluljárót is ekkor bővítették ki kétsávossá a fölötte átívelő vasúti hidak cseréjének keretében.

## Megközelítés budapesti tömegközlekedéssel
- Busz:  33, 114, 133E, 213, 214
- Éjszakai busz:  973

## Forgalom
| Járat | Útvonal | Gyakoriság   |
| ----- | --- | ------------ |
| S40   | Budapest-Déli – Budapest-Kelenföld – Budafok – Háros – Budatétény – Barosstelep – Nagytétény-Diósd – Érdliget – Érd felső – Érd – Százhalombatta – Dunai Finomító – Ercsi – Iváncsa – Pusztaszabolcs – (közvetlen kocsikkal tovább Szabadegyháza – Sárosd – Nagylók – Sárbogárd – Rétszilas – Sáregres – Simontornya – Tolnanémedi – Pincehely – Belecska – Keszőhidegkút-Gyönk – Szárazd – Regöly – Szakály-Hőgyész – Dúzs – Csibrák – Kurd – Döbrököz – Dombóvár) | 1-3 óránként |
| S42   | Budapest-Déli – Budapest-Kelenföld – Budafok – Háros – Budatétény – Barosstelep – Nagytétény-Diósd – Érdliget – Érd felső – Érd – Százhalombatta – Dunai Finomító – Ercsi – Iváncsa – Pusztaszabolcs – Adony – Kulcs – Rácalmás – Dunaújváros | 1-4 óránként |